# Eleição presidencial nos Estados Unidos em 1788–89
A eleição presidencial dos Estados Unidos de 1788–1789 foi a primeira eleição quadrienal realizada no país. Ocorreu entre 15 de dezembro de 1788, uma segunda-feira, até 10 de janeiro de 1789, um sábado, sob a nova constituição ratificada em 1788. George Washington foi unanimemente eleito para o primeiro dos seus dois mandatos e John Adams se tornou o primeiro vice-presidente dos Estados Unidos. Essa foi a única eleição presidencial dos Estados Unidos que se estendeu por dois anos civis (1788 e 1789). 
Antes disso, os EUA não tinham um presidente, mas tinham conferido poder limitado a um gabinete do chamado Presidente do Congresso Continental, no contexto dos Artigos da Confederação. Este cargo era ocupado pelo líder do Congresso dos Estados Unidos da América, e pode ser comparado com o atual cargo de Presidente da Câmara dos Representantes.
A Constituição criou os cargos de presidente e vice-presidente, separando completamente esses cargos do Congresso. A constituição estabeleceu um Colégio eleitoral, baseado na representação no Congresso que cada estado possuía, em que cada eleitor do colégio eleitoral poderia votar duas vezes para dois candidatos diferentes, um procedimento modificado em 1804 pela Décima Segunda Emenda. Os estados possuíam métodos bem distintos de escolher os seus membros do colégio eleitoral. Em 5 estados, a legislatura estadual escolheu os eleitores do colégio. Os outros 6 estados os escolheram por uma maneira que dependia do voto popular, porém em apenas dois estados a escolha dependeu diretamente de uma votação que envolvesse todo o estado de uma forma que mesmo de uma forma que se parecesse ainda que minimamente com o método moderno existente hoje em todos os estados.
À época, o extremamente popular George Washington era conhecido como o antigo comandante do Exército Continental durante a Guerra de Independência dos Estados Unidos. Depois que ele concordou em voltar do seu período em aposentadoria, era sabido que ele seria eleito por aclamação geral. Washington não escolheu um companheiro de chapa, uma vez que esse conceito ainda não estava completamente formado na época.
Embora não existissem partidos políticos oficiais, havia uma diferença de opinião consistentemente organizada que foi informalmente formada entre os Federalistas e os Anti Federalistas. Dessa forma, a vaga de vice presidente ainda estava em disputa. Thomas Jefferson previu que um líder popular dos estados do Norte, como o governador John Hancock do Massachusetts ou John Adams, um antigo ministro da Grã-Bretanha, que representou Massachusetts no Congresso, seria eleito vice-presidente. Líderes do antifederalismo, como Patrick Henry, que não concorreu, e George Clinton, que se opuseram à ratificação da Constituição, também representaram escolhas em potencial.
Todos os 69 eleitores do colégio eleitoral deram um voto a Washington, fazendo desta uma eleição unânime. Adams conseguiu 34 votos no colégio e a vice-presidência. Os 35 votos eleitorais restantes foram divididos entre 10 candidatos, incluindo John Jay, que finalizou a disputa presencial em terceiro lugar com nove votos no colégio eleitoral. A investidura de Washington como presidente aconteceu em Nova Iorque, em 30 de abril de 1789, 57 dias após a reunião do Primeiro Congresso dos EUA.

## Candidatos
Embora ainda não existissem partidos políticos organizados, a opinião política se dividia basicamente entre aqueles que haviam mais fortemente e entusiasticamente aprovado a ratificação da Constituição, chamados de Federalistas ou Cosmolipotanos, e os Anti-Federalistas ou Localistas, que haviam apenas mais ceticamente, relutantemente, ou condicionalmente aprovado a ratificação, ou que abertamente se declaravam ser oposição à ratificação. Ambas as parcelas do eleitorado apoiaram Washington para a presidência. Ainda limitadamente, um tipo de campanha política primitiva ocorreu em Estados e localidades em que a opinião pública oscilante poderia importar para o destino da eleição. Por exemplo, em Maryland, um estado que possuía votação popular dentro de toda sua circunscrição, partidos não oficiais faziam campanhas locais, utilizando-se até mesmo de meios de comunicação em alemão para fazer com que a população rural que era falante dessa língua comparecesse às urnas e votasse no candidato pretendido. Organizadores em outros lugares tentaram chamar a atenção do público ao organizarem fóruns públicos, desfiles e banquetes.

### Candidatos Federalistas

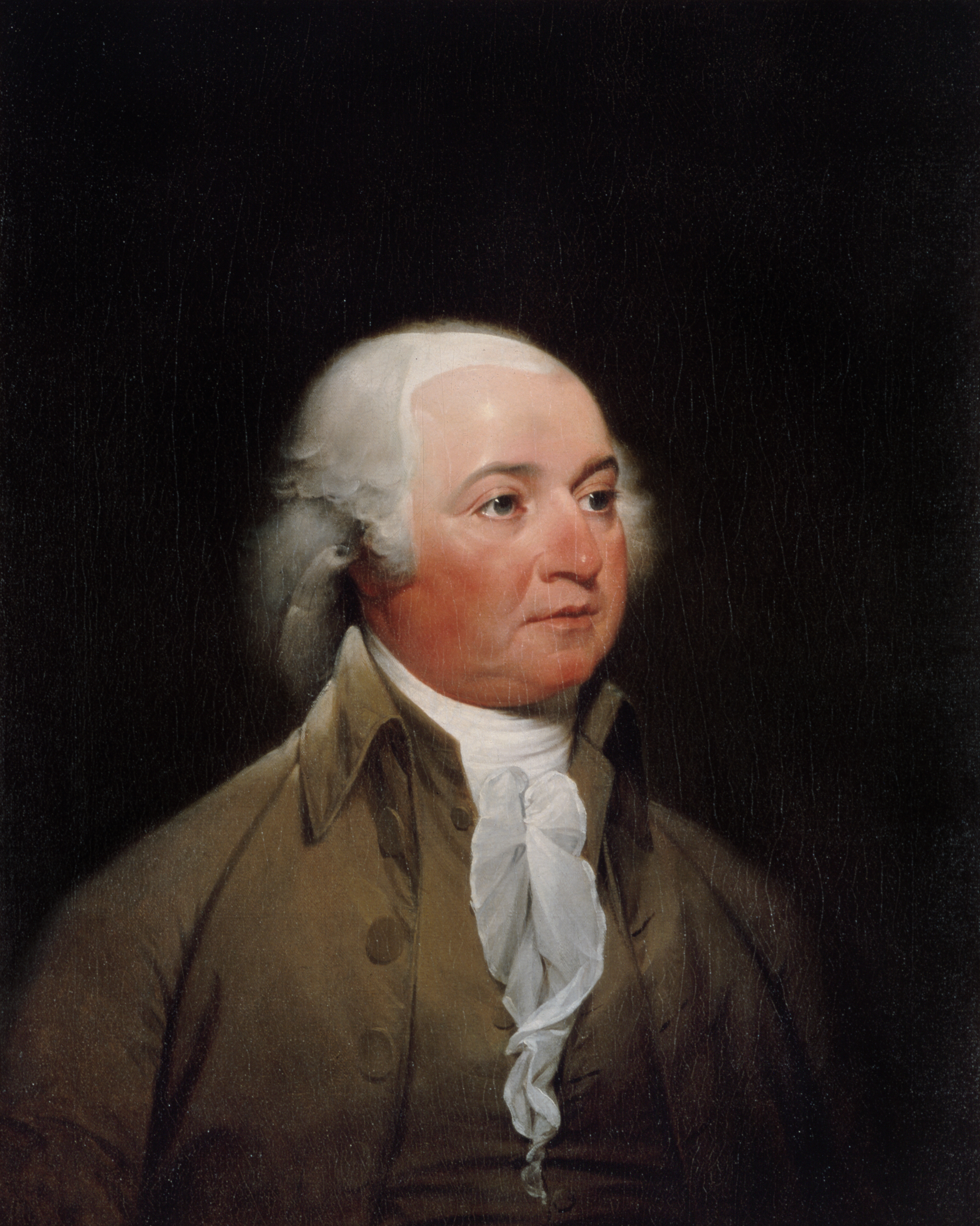
John Adams Antigo ministro do Reino da Grã-Bretanha e da República da Holanda
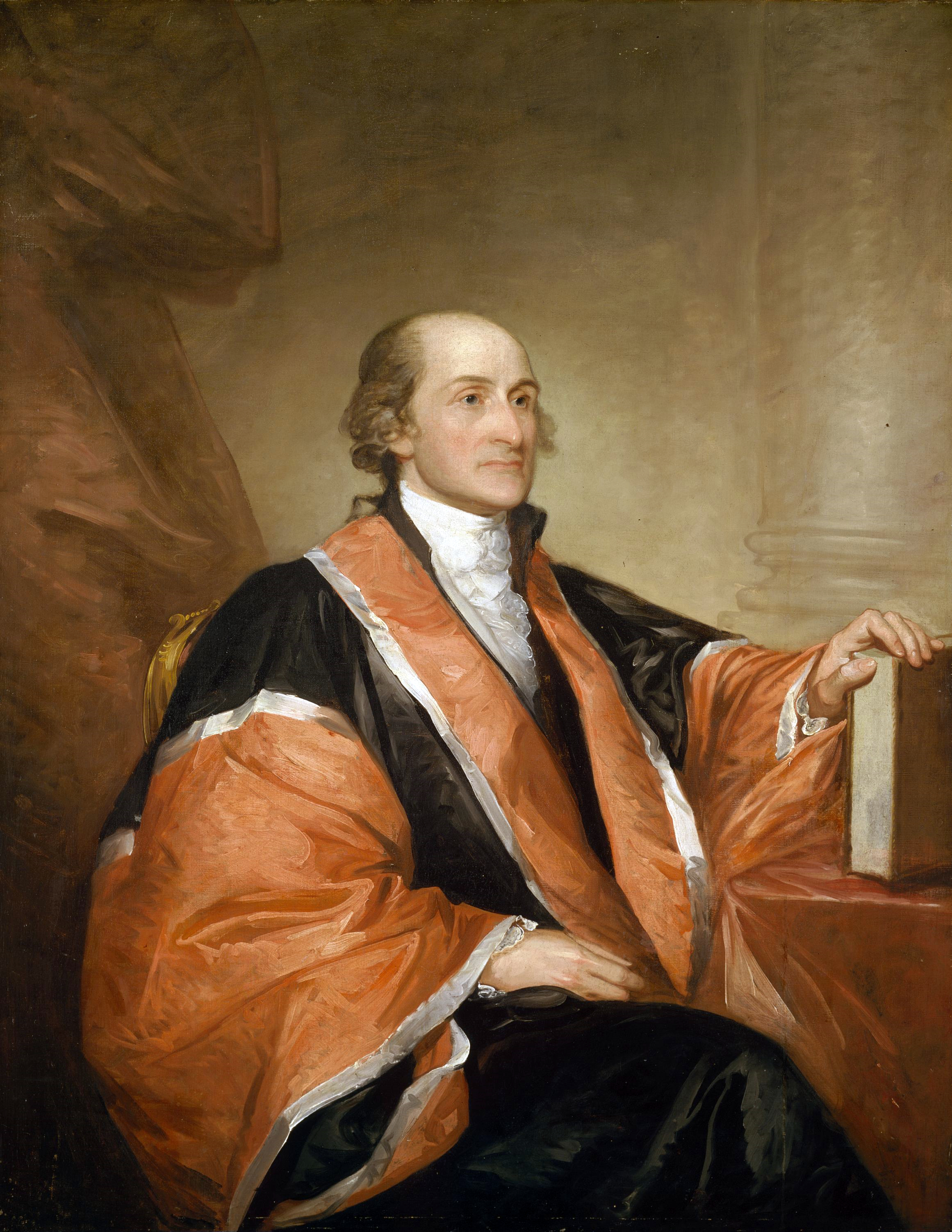
John Jay Secretário de Assuntos Estrangeiros do Governo Americano
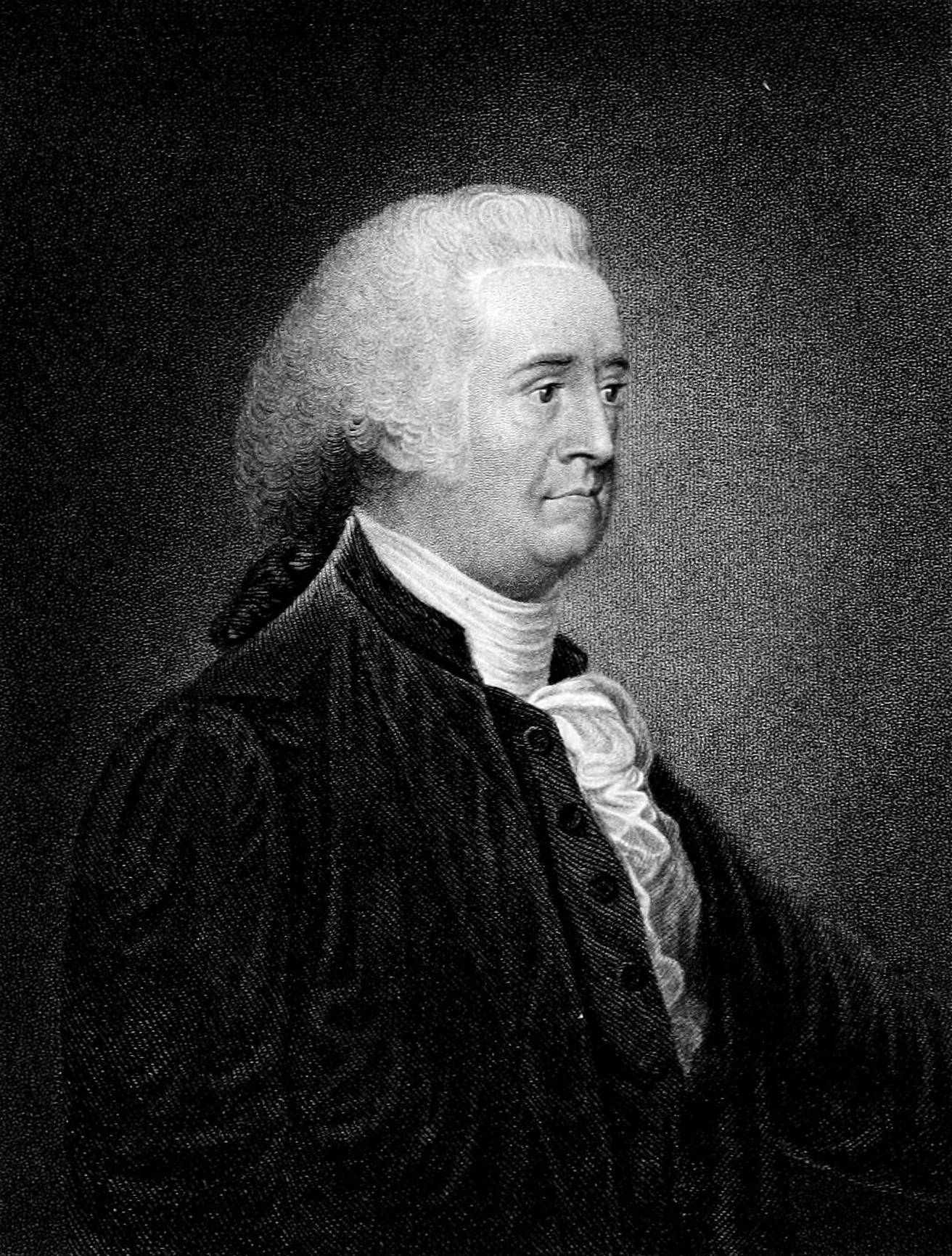
John Rutledge Antigo Governador da Carolina do Sul
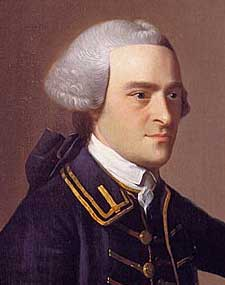
John Hancock Governador do Massachusetts
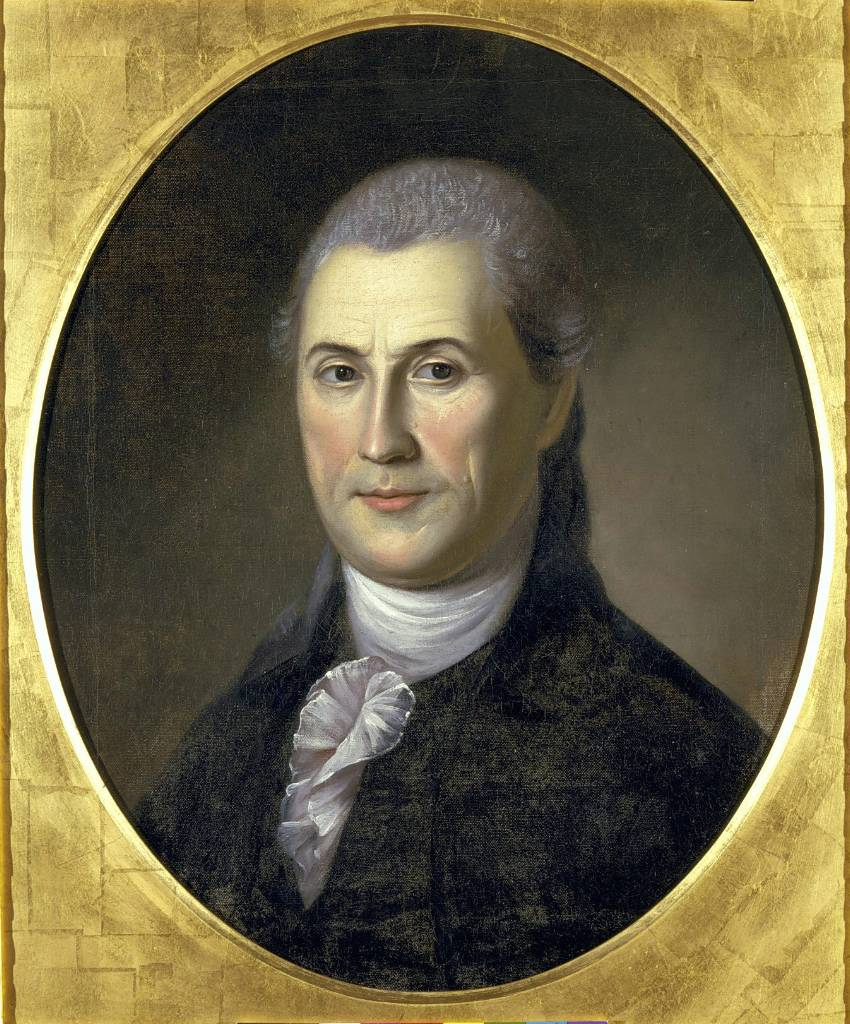
Samuel Huntington Governador de Connecticut
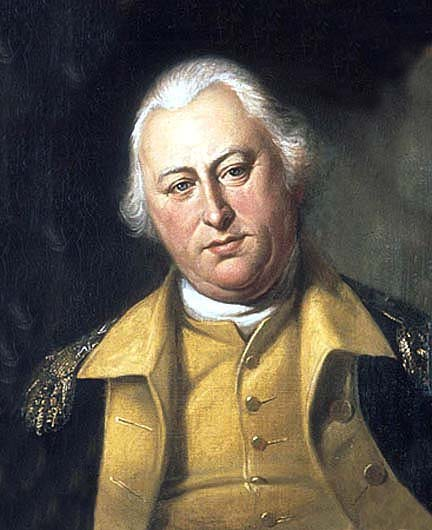
Benjamin Lincoln Antigo Secretário da Guerra dos Estados Unidos
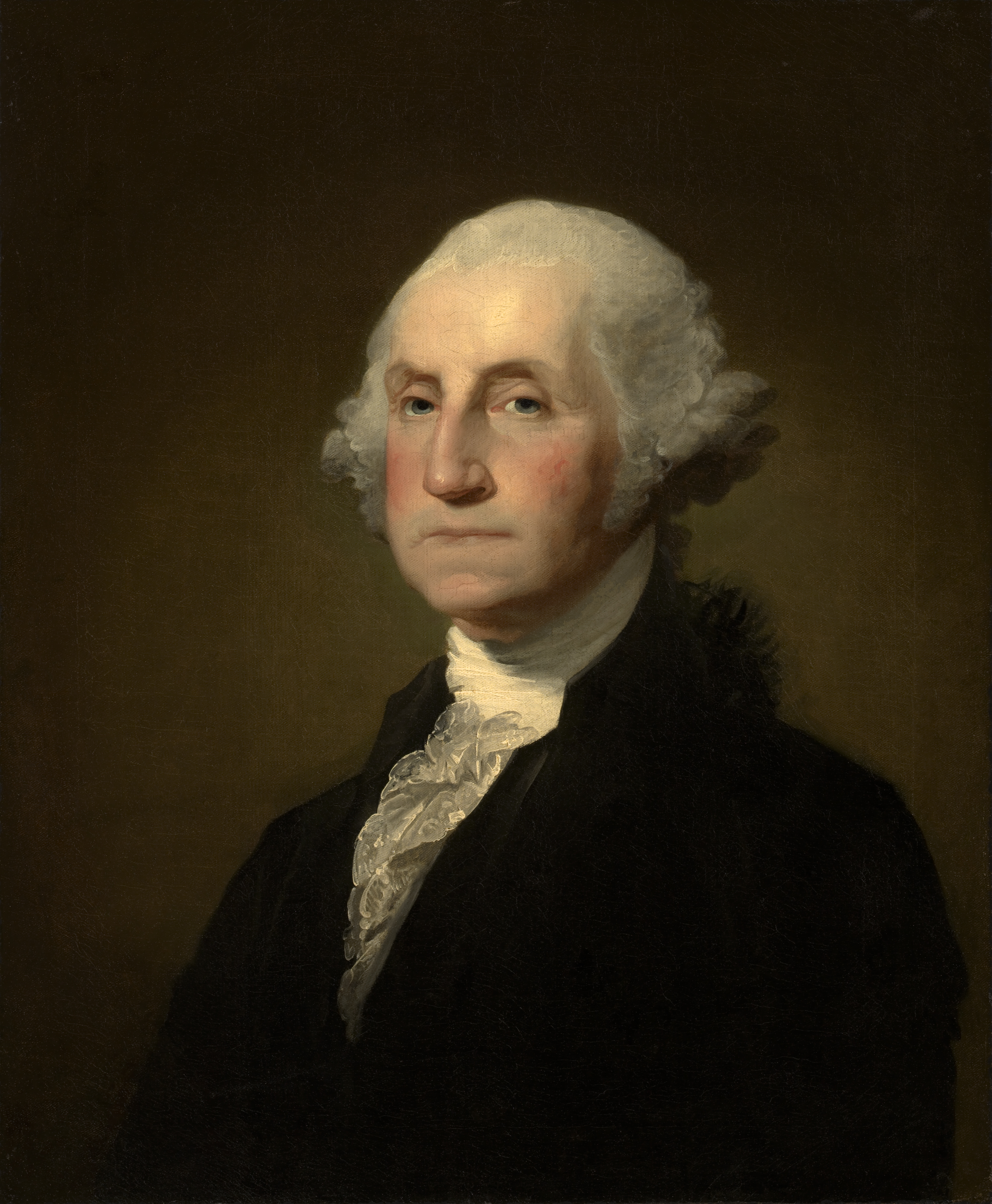
George Washington Antigo Comandante Chefe do Exército Continental

- John Adams 
 
 Antigo ministro do Reino da Grã-Bretanha e da República da Holanda
- John Jay
 
 Secretário de Assuntos Estrangeiros do Governo Americano
- John Rutledge
 
 Antigo Governador da Carolina do Sul
- John Hancock

Governador do Massachusetts
- Samuel Huntington
 
 Governador de Connecticut
- Benjamin Lincoln

Antigo Secretário da Guerra dos Estados Unidos
- George Washington
 
 Antigo Comandante Chefe do Exército Continental

### Candidatos Anti-Federalistas

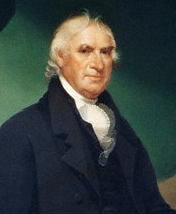
George Clinton
 
 Governador de Nova Iorque

## Processo eleitoral
Os eleitores gerais elegem outros "eleitores" que formam o Colégio Eleitoral. A quantidade de "eleitores" por estado varia de acordo com a quantidade populacional do estado. Em quase todos os estados, o vencedor do voto popular leva todos os votos do Colégio Eleitoral.

## Resultados
Na ausência de convenções, não houve processo de nomeação formal. Os autores da Constituição presumiram que Washington seria o primeiro presidente, e ele concordou em aceitar o cargo, pois não havia oposição a ele. Cada estado escolheu seus "eleitores", que votaram todos juntos para Washington.

### Voto popular
|                             | Voto Popular(a), (b), (c) | Voto Popular(a), (b), (c) |
| Votos                       | Porcentagem               |                           |
| --------------------------- | ------------------------- | ------------------------- |
| Eleitores federalistas      | 35,866                    | 92.4%                     |
| Eleitores Anti-Federalistas | 2,952                     | 7.6%                      |
| Total                       | 38,818                    | 100.0%                    |

Fonte: U.S. President National Vote. Our Campaigns. (Acessado em 11/07/2011).
(a) Apenas 6 dos 10 estados da união escolheram eleitores por qualquer forma de voto popular.

(b) Menos de 1,3% da população votou: o Censo de 1790 contava uma população total de 3 milhões, com uma população livre de 2,4 milhões e 600 mil escravos nos estados de votação eleitoral nesta eleição.

(c) Os Estados que escolheram eleitores pelo voto popular tinham muitas diferentes restrições ao sufrágio por meio de exigências de propriedade.

### Colégio eleitoral
| Candidato          | Votos |
| ------------------ | ----- |
| George Washington  | 69    |
| John Adams         | 34    |
| John Jay           | 9     |
| Robert H. Harrison | 6     |
| John Rutledge      | 6     |
| John Hancock       | 4     |
| George Clinton     | 3     |
| Samuel Huntington  | 2     |
| John Milton        | 2     |
| James Armstrong    | 1     |
| Benjamin Lincoln   | 1     |
| Edward Telfair     | 1     |

Fonte:U. S. Electoral College.

## Seleção dos eleitores
A Constituição, no Artigo II, Seção 1, estabeleceu que a Assembléia Legislativa de cada Estado deveria decidir a maneira pela qual seus eleitores seriam escolhidos. A Assembléia Legislativa de cada Estado escolheu diferentes métodos:
| Método de escolha dos eleitores | Estado (s)                                                                            |
| --- | ------------------------------------------------------------------------------------- |
| Cada eleitor nomeado pelo legislativo estadual | Connecticut, Geórgia (Estados Unidos), Nova Jersey, Nova Iorque(a) e Carolina do Sul. |
| Dois eleitores nomeados pelo Legislativo estadual; Demais eleitores escolhidos por distrito legislativo do estado da lista dos dois principais candidatos mais votados em cada Congresso. | Massachusetts.                                                                        |
| Cada eleitor escolhido pelos eleitores em todo o estado, no entanto, se nenhum candidato conseguir maioria, legislativo estadual nomeia eleitor a partir de dois candidatos mais votados. | Nova Hampshire.                                                                       |
| O estado é dividido em distritos eleitorais, um eleitor é escolhido pelos eleitores do distrito.                                                                                          | Virgínia(a), Delaware.                                                                |
| Os eleitores são escolhidos pelos eleitores em geral. | Maryland, Pensilvânia.                                                                |
| Estado que ainda não havia ratificado a Constituição, de modo que não são elegíveis para escolher eleitores.                                                                              | Carolina do Norte, Rhode Island.                                                      |

(a) Estado que por algum motivo não lançou os eleitores.